# あさひな農業協同組合
あさひな農業協同組合（あさひなのうぎょうきょうどうくみあい）は、宮城県黒川郡大和町吉岡南に本店を置いていた農業協同組合。愛称はJAあさひな。
2019年7月1日、宮城県北のみどりの・栗っこ・南三陸・いわでやまの各農協と合併して「新みやぎ農業協同組合」となった。

## 概要
1997年に、当時の黒川郡4町村を管轄する6農業協同組合（宮城大和町、大和町鶴巣、大和町落合、大郷町、富谷町、大衡村）の合併により発足した。
2本店制で、上記本店所在地とは別に大和町落合に、営農センターが所在する本店がある。また大衡村から、指定金融機関を受託していた。

## 5農協合併へ
2017年7月31日、栗っこ（栗原市）、南三陸（南三陸町）、いしのまき（石巻市）、古川（大崎市）、加美よつば（色麻町）、いわでやま（大崎市）、みどりの（美里町）の各農協と、2019年春の合併を目指し、合併推進協議会を設立した。
しかし、2018年1月18日までに、いしのまき農協が「組合員に合併のメリットを発揮できない」として合併協議から離脱し、さらに同年2月9日に加美よつば農協が組合員から合併協議の継続に反対や慎重な意見が相次いだとして協議会からの脱会を表明した。2農協が離脱したことに関し、同年2月19日開催の合併推進協議会の常任委員会で、残りの6農協での合併協議を進めることを確認したが、合併時期等については今後も検討を重ねるとし、変更の可能性も有り得ることを示唆した。このほか、同年7月末には古川農協も合併協議から離脱を表明。結局再編は、残りの5農協で進められることなった。
なお新農協の名称は、同年6月4日開催の合併推進協議会において「新みやぎ」に決定している。また本店は栗原市に置き、建物は同市築館の旧玉沢小学校を再利用する。

## 沿革
- 1997年（平成9年）4月1日 - 当時の黒川郡4町村の6農業協同組合の合併により、あさひな農業協同組合として発足。
- 時期不明 - 鶴巣支店と落合支店が統合し、大和町まいのに大和インター支店として移転新築（鶴巣支店の移転・改名）。
- 2019年（令和元年）7月1日 - 広域合併。新みやぎ農業協同組合となる。